# Красный Завод (Красноярский край)
Кра́сный Заво́д — село в Боготольском районе Красноярского края России. Административный центр Краснозаводского сельсовета. 

## География
Село находится на берегах реки Чулым, на расстоянии примерно 29 км к востоку от города Боготол, административного центра района. Абсолютная высота — 202 м над уровнем моря.

## Население
| 2010 |
| ---- |
| 982  |

Гендерный состав
По данным Всероссийской переписи населения 2010 года, численность населения составляла 982 человек (440 мужчин и 542 женщины).

## Улицы
| - ул. Восточная, - пер. Жернова, - ул. Жернова, - ул. Заводская, - ул. Западная, | - ул. Заречная, - пер. Западный, - ул. Затрубная, - ул. Калинина, - ул. Лесная, | - ул. Набережная, - ул. Ново-Береговая, - ул. Первомайская, - ул. Пионерская, - пер. Пионерский, | - ул. Пролетарская, - ул. Садовая, - ул. Санаторий Краснозаводский, - ул. Советская, - ул. Центральная. |

## Транспорт
В 4 км к северу от села проходит федеральная автомобильная дорога Р255 «Сибирь». На 611 км трассы есть автобусная остановка «Красный Завод».